# Chiasmocleis haddadi
Espèce
Chiasmocleis haddadi est une espèce d'amphibiens de la famille des Microhylidae.

## Répartition
Cette espèce se rencontre :
- en Guyane ;
- dans le sud du Suriname ;
- au Brésil dans l'État d'Amapá.

## Description
Les 12 spécimens mâles observés lors de la description originale mesurent entre 13,7 mm et 18,2 mm.

## Étymologie
Cette espèce est nommée en l'honneur de Célio Fernando Baptista Haddad.

## Publication originale
- Peloso, Sturaro, Forlani, Gaucher, Motta & Wheeler, 2014 : Phylogeny, taxonomic revision, and character evolution of the genera Chiasmocleis and Syncope (Anura, Microhylidae) in Amazonia, with descriptions of three new species. Bulletin of the American Museum of Natural History, no 136, p. 1–96 (texte intégral).